# In Guezzam
In Guezzam är en krets i Algeriet.   Den ligger i provinsen Tamanrasset, i den södra delen av landet, 1 800 km söder om huvudstaden Alger.